# Chydorus parvireticulatus
Chydorus parvireticulatus är en kräftdjursart som beskrevs av Frey 1987. Chydorus parvireticulatus ingår i släktet Chydorus och familjen Chydoridae. Inga underarter finns listade i Catalogue of Life.